# Fluctuation du cours des actions
 (août 2012).
Si vous disposez d'ouvrages ou d'articles de référence ou si vous connaissez des sites web de qualité traitant du thème abordé ici, merci de compléter l'article en donnant les références utiles à sa vérifiabilité et en les liant à la section « Notes et références ».
 (août 2012).
La fluctuation du cours des actions résulte de trois facteurs d'importance comparable :
- les performances intrinsèques de la société ;
- des facteurs macro-économiques ;
- des facteurs psychologiques.

La décision d'achat ou de vente par un investisseur d'une quantité d'actions à un prix donné est éclairée par ces facteurs dans des proportions variables et souvent très personnelles. Tant que leur conjonction est globalement favorable, les investisseurs achètent le titre quitte à accepter un prix supérieur au cours antérieur. Si le courant d'achat est significatif, le cours de bourse peut monter, à moins que certains investisseurs aient un comportement contraire.
Lorsque la conjonction de ces trois facteurs est globalement défavorable, les investisseurs peuvent alimenter un courant vendeur, même à un cours plus bas que la cotation. Le cours peut alors baisser de façon plus ou moins forte.
Lorsque les acheteurs sont beaucoup plus nombreux que les vendeurs et que le cours monte fortement, au-delà d'un certain pourcentage de hausse, il peut être bloqué par l'AMF (Autorité des marchés financiers à Paris). Le cours est alors réservé à la hausse en attendant qu'un équilibre se trouve.
Inversement, lorsque les vendeurs sont beaucoup plus nombreux que les acheteurs et que le cours baisse fortement, il peut être réservé à la baisse en attendant qu'un équilibre se trouve. Les vendeurs réalisent alors des prises de bénéfices ou prennent des positions à perte.
Les cours peuvent aussi être réservés à la demande de la société émettrice, dans l'attente de diffusion d'information (augmentation de capital, offre publique d'achat ou OPA...).

## Les trois facteurs de variation

### Influence des performances de la société
Quand la société réalise des performances financières supérieures aux attentes du marché, le cours a tendance à augmenter.
On mesure la corrélation entre les bénéfices et le cours par le price-earnings ratio, c'est-à-dire le ratio cours/bénéfice net par action. Les comparaisons de PER n'ont de sens qu'entre sociétés du même secteur.
Mais les investisseurs sont plus sensibles aux perspectives de performances, qu'au résultat présent. C'est ce qui fait que si une société annonce de bons résultats, mais que les perspectives sont défavorables pour les mois qui suivent, le cours ne montera pas et pourra même baisser.
Événements ayant généralement un effet à la hausse sur le cours :
- Annonce de bons résultats ;
- Prévisions de bons résultats dans les mois qui suivent ;
- Plan de restructuration destiné à diminuer les frais généraux ;
- Vente d'un secteur de l'entreprise moins rentable que la moyenne de l'entreprise ;
- Vente d'un secteur qui n'est pas dans le cœur du métier de l'entreprise (car on suppose que l'entreprise recentrée aura une meilleure rentabilité) ;
- Vente de filiale de l'entreprise avec une forte plus-value par rapport au prix payé pour l'acquérir ;
- Rachat d'actions par la société (quand la société rachète ses propres actions). Ces informations sont publiques sur le site de l'AMF ;
- Rachat d'actions de la société par ses dirigeants : cela dénote une confiance des dirigeants dans le potentiel de la société qu'ils gèrent. Ces informations sont publiques sur le site de l'AMF ;
- Arrivée d'un dirigeant avec une réputation flatteuse ;
- Offre publique d'achat (OPA) quand la société est la cible d'une OPA, c'est-à-dire quand une autre société propose d'acheter ses titres à un cours supérieur au cours actuel, ou offre publique d'échange (OPE) lorsque le paiement se fait en titres de la société qui acquiert.

Les événements peuvent avoir un effet à la baisse. Avec aussi une augmentation de capital (par opposition au rachat d'actions par la société) ou une OPA quand la société en est à l'origine (elle essaie d'en acquérir une autre en payant un prix supérieur au cours actuel). Toutefois, ces événements peuvent aussi susciter des espérances de développements qui influencent positivement le cours des actions.

### Influence de facteurs macro-économique
Un climat économique favorable (période de croissance) va avoir un effet positif sur la plupart des cours.  À l'inverse, un climat de récession les poussera à la baisse.
Les perspectives du secteur de l'entreprise (distribution, pétrole, technologie) influent sur tous les titres du secteur, amplifiant ou corrigeant les cotations selon qu'elles sont corrélées au climat général des affaires.
Les bons résultats annoncés par une société concurrente (société du même secteur) ont souvent un effet à la hausse. Même si les deux sociétés sont dans une situation de forte concurrence, comme Alstom et Siemens par exemple.
La hausse des taux d'intérêt (fixés aux États-Unis par la Fed et en Europe par la BCE) a un effet négatif sur la bourse.  En effet, elle entraîne une hausse du coût du crédit et gêne donc le développement des entreprises.
La publication de statistiques économiques : inflation, chômage, confiance des consommateurs ou des chefs d'entreprise a aussi de l'influence. Ainsi que des indicateurs normés publiés par des instituts ou des universités reconnus par le marché comme l'Université du Michigan aux États-Unis.
Des agences de notation (Moody's, Standard & Poor's, Fitch Ratings...) attribuent aussi des notes à la plupart des grandes sociétés. Ces notes sont censées représenter la solidité financière de la société. La baisse de la note d'une société entraîne souvent une baisse du cours car elle correspond à une prévision de dégradation des résultats. La baisse de la note gênera aussi l'entreprise dans son développement car les banques lui demanderont un taux d'intérêt plus élevé pour leurs futurs crédits.
La hausse du cours d'une devise défavorise les sociétés exportatrices de la zone de la devise : elles auront plus de mal pour exporter car elles seront devenues moins compétitives. Par exemple, l'impact de la hausse de l'euro sur la société EADS). À l'inverse, elle a un effet favorable sur les sociétés importatrices, ou les sociétés dont l'essentiel du marché est hors de la zone.
Les hausses du coût de l'énergie a un effet défavorable sur les entreprises consommatrices et favorable sur les sociétés productrices (pétrolières et gazières ainsi para-pétrolières (prospection, extraction, transport, stockage). Elles affectent particulièrement  les sociétés de transport (compagnies aériennes, transports routiers).
Les hausses de cours des métaux et autres produits transformables (comme les plastiques) ont un effet favorable sur les sociétés productrices (sociétés minières, pétrochimiques, de première transformation). Elles ont un effet défavorable sur les secteurs qui consomment ces matériaux, tels que le bâtiment, l'automobile ou les travaux publics.
Les hausses de cours de produits alimentaires ont un effet favorable sur les semenciers, les sociétés de matériels agricoles, les sociétés agro-alimentaires bien établies qui peuvent répercuter les coûts dans leurs prix de vente. Elles ont un effet défavorable sur les sociétés qui ne peuvent pas répercuter leurs coûts. Ces hausses affectent la grande consommation et donc les résultats des entreprises de distribution.
Des évènements extérieurs peuvent avoir un effet souvent à la baisse sur les cours : menaces de nationalisation par les dirigeants d'un pays où la société est implantée, climat d'insécurité, appel au boycott...

#### Influence limitée des crises sur la bourse
La bourse est beaucoup plus sensible aux périodes de récession (déclarée ou à venir) qu'aux périodes de crise[source insuffisante].
| Crise                                          | 1 an après   | 2 ans après  |
| ---------------------------------------------- | ------------ | ------------ |
| Blocus de Berlin (19/07/1948)                  | -3,3 %       | +13,2 %      |
| Guerre de Corée (13/07/50)                     | +28,8 %      | +39,3 %      |
| Crise des missiles de Cuba (23/10/62)          | +33,8 %      | +57,3 %      |
| Assassinat de John F. Kennedy (22/11/63)       | +25,0 %      | +33,0 %      |
| Incidents du golfe du Tonkin (06/08/64)        | +7,2 %       | +3,1 %       |
| Premier choc pétrolier (06/12/74)              | +42,2 %      | +66,5 %      |
| Deuxième choc pétrolier (17/03/80)             | +27,9 %      | +5,9 %       |
| Guerre du Golfe (23/08/90)                     | +23,6 %      | +31,3 %      |
| Attentats du 11 septembre 2001                 | -2 % (env.)  | +9 % (env.)  |
| Début de la Guerre d'Irak (3/2003)             | +36 %        | +42 %        |
| Crise bancaire et financière de l'automne 2008 | +16 % (env.) | +30 % (env.) |

### Influence des facteurs psychologiques
- Les rumeurs (fondées ou non) : rumeurs de bons (ou de mauvais) résultats, d'innovations et de nouveaux produits, rumeurs d'OPA. Utiliser des informations privilégiées à son profit ou au profit de tiers est un délit puni par la loi : délit d'initiés.
- Les tendances et les modes, comme celle des sociétés internet qui a provoqué une bulle spéculative au début des années 2000.
- Les réactions (sous-réactions et surréactions notamment) individuelles et collectives des investisseurs au marché sont étudiées par la finance comportementale.
- Les méthodes de bourse : quand elles sont appliquées par de nombreux investisseurs, elles peuvent être auto-réalisatrices si de très nombreux investisseurs vendent (ou achètent) un titre dont le cours réalise une certaine figure d'analyse technique.
- Les comportements moutonniers qui amplifient une hausse ou une baisse au-delà du raisonnable. Ils peuvent notamment aboutir à une utilisation trop intensive du levier financier sur les marchés à terme (achats à terme ou ventes à terme, notamment à découvert), ainsi que des options boursières et ceux des produits dérivés.

## Conséquences et points divers

### Penny stock
Quand le cours d'une action baisse en dessous d'une seuil souvent fixé à 1 dollar ou 1 euro, il reçoit l'appellation de penny stock. Un titre de penny stock souffre d'une image défavorable dans le grand public, mais est apprécié des traders.

### Corrélations
On recherche des indicateurs extérieurs à la bourse qui seraient en corrélation avec les indices boursiers. Une des corrélations les plus originales est celle proposée par Paco Rabanne dans son livre Trajectoires (p. 107 dans l'édition de poche de J'ai lu).
Il précise que dans la mode, la longueur des jupes et des robes est en corrélation avec la situation économique. Les robes sont courtes en période de prospérité économique et rallongent dans les périodes de récession.
Il prend l'exemple de la sortie de la Première Guerre mondiale avec les jupes plus courtes suivies par la période prospère dite des Années Folles. En 1927, le couturier Jeanne Lanvin rallongea les jupes aux chevilles, peu de temps avant la crise de 1929.
À la fin de la Seconde Guerre mondiale, les jupes étaient de nouveau courtes, au début de la période faste des Trente Glorieuses. Avec l'apogée de la minijupe dans les années 1960.
La mode du rétro et des jupes longues précéda la crise du pétrole en 1973. Si non e vero...